# Tricharaea
Tricharaea is een vliegengeslacht uit de familie van de dambordvliegen (Sarcophagidae).

## Soorten
- T. canuta (Wulp, 1896)
- T. occidua (Fabricius, 1794)
- T. simplex (Aldrich, 1916)